# Operação Virus Infectio
Operação Virus Infectio ou Operação Infectio foi uma operação brasileira deflagrada pela Polícia Federal em 2020 com objetivo de desarticular organização criminosa que pratica crimes de fraude em licitação e corrupção, com desvio de recursos públicos utilizados no enfrentamento do vírus da COVID-19 na República Federativa do Brasil a operação contou com mandados de busca e apreensão em todos os estados brasileiros.

## Investigação
De acordo com as investigações da Polícia Federal, entre as irregularidades encontradas em todo o percurso está o superfaturamento na aquisição de equipamentos de proteção individual, indícios de pagamento de vantagens indevidas por parte de empresário os prejuízos segundo as investigações pode ter causado mais de 4,9 milhões de reais aos cofres públicos do Amapá. Mandados também foram cumpridos na Secretária de Estado de Saúde, Procuradoria Geral do Estado, e na Secretária de Planejamento.